# 福井県道・京都府道772号高浜舞鶴線
福井県道・京都府道772号高浜舞鶴線（ふくいけんどう・きょうとふどう772ごう たかはままいづるせん）は、福井県大飯郡高浜町中寄交点を起点に京都府舞鶴市鹿原に至る一般県道・一般府道である。

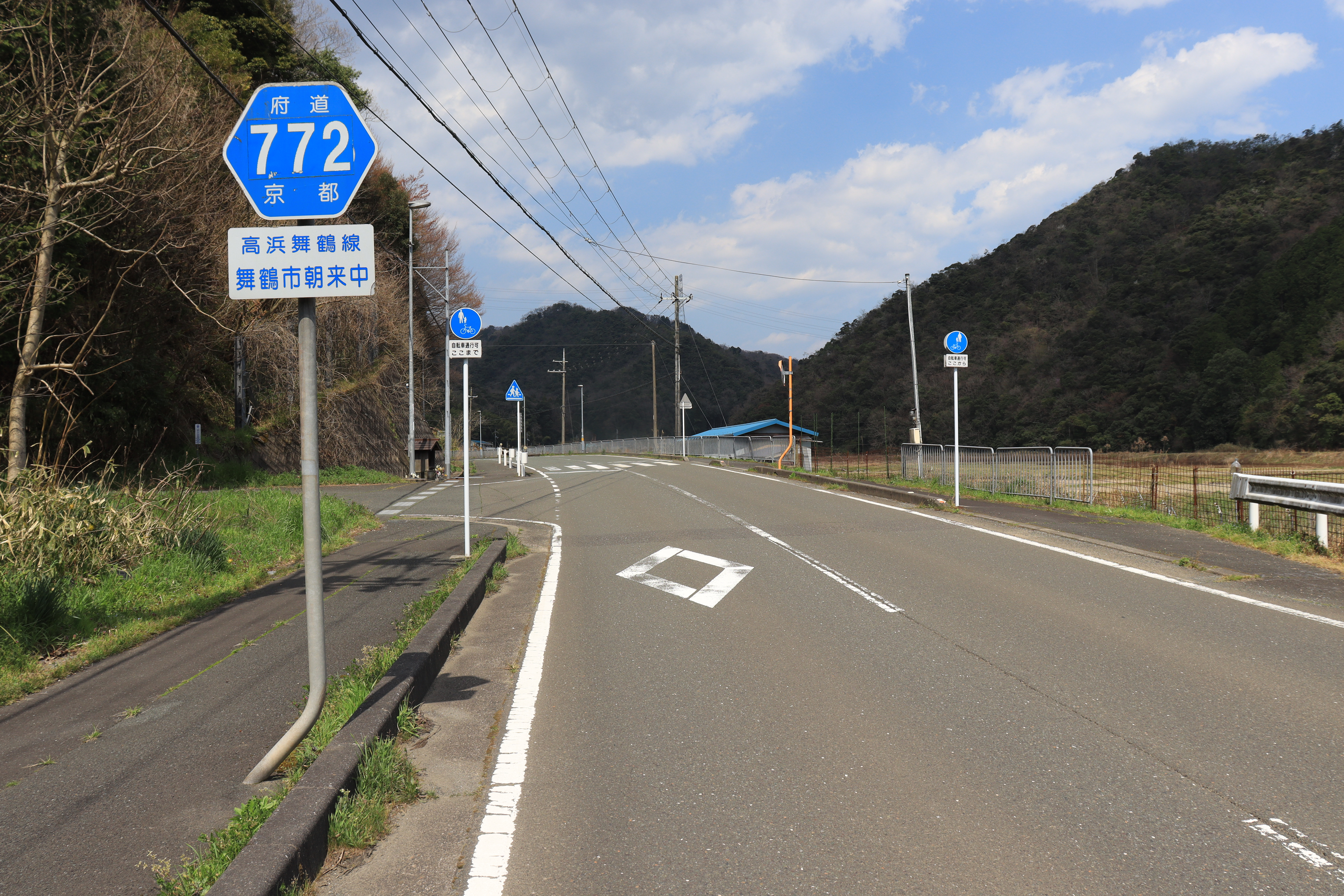
京都府道772号高浜舞鶴線、舞鶴市朝来中にて

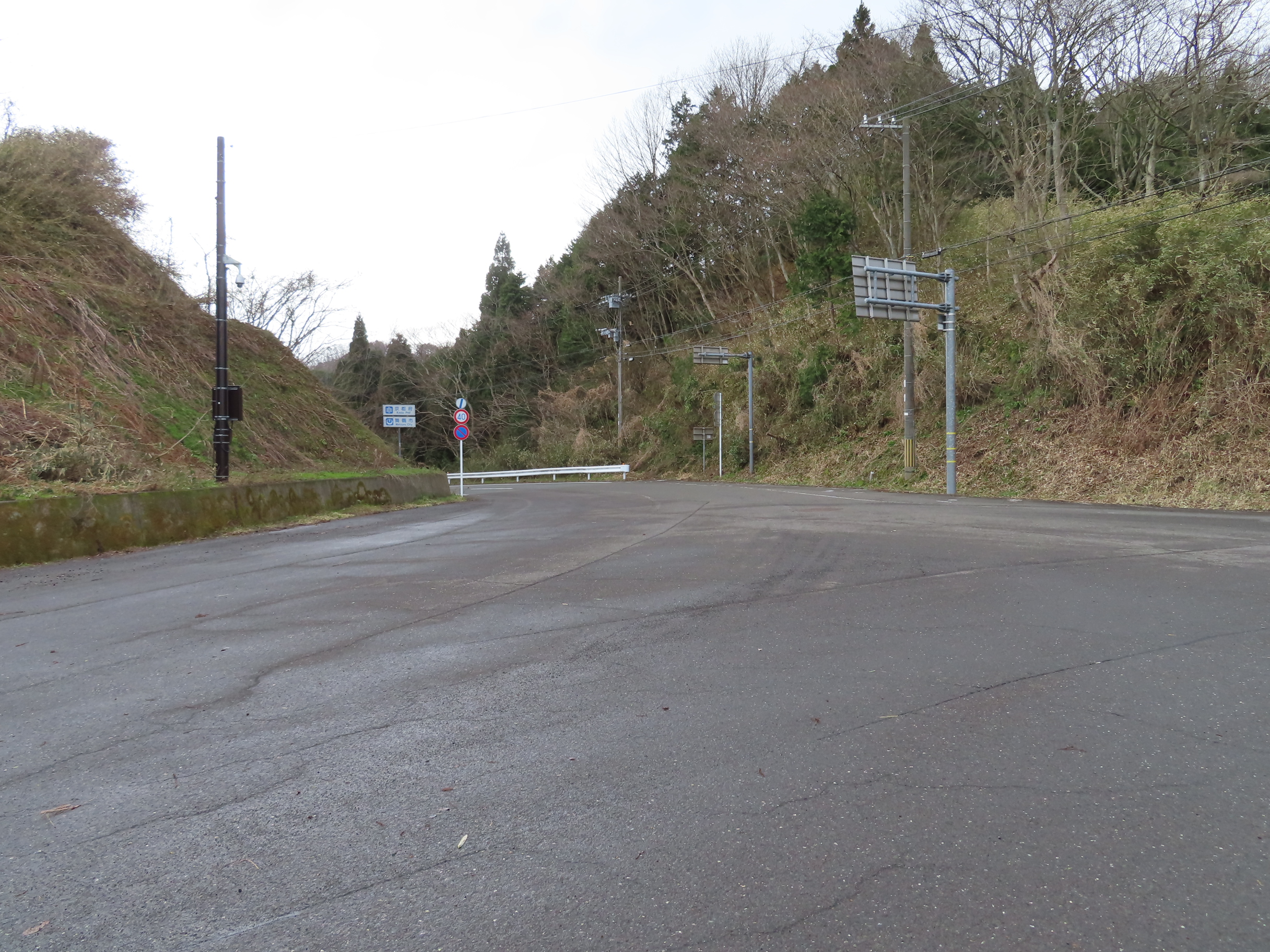
福井県と京都府の境界となる塩汲峠

## 概要
重複区間があるため、福井県内の目に見える部分は塩汲峠附近のほんの僅かに過ぎない。

## 路線状況

### 重複区間
- 福井県道149号音海中津海線 - 福井県道21号舞鶴野原港高浜線（中寄交点 - 高浜町鎌倉）

## 地理

### 通過する自治体
- 福井県
  - 大飯郡高浜町
- 京都府
  - 舞鶴市

### 接続道路
- 国道27号
- 福井県道21号舞鶴野原港高浜線
- 国道27号

### 沿線
- 塩汲峠
- 舞鶴市立朝来小学校
- 舞鶴朝来郵便局
- 独立行政法人国立高等専門学校機構 舞鶴工業高等専門学校
- 舞鶴志楽郵便局